# Kerstin Köppen
Kerstin Köppen (verheiratete Holtmeyer, * 24. November 1967 in Rathenow) ist eine ehemalige deutsche Ruderin, die zwei Olympiasiege und fünf Weltmeistertitel erreichte.
Nach einem zweiten Platz im Doppelzweier bei den Junioren-Weltmeisterschaften 1984 konnte sie 1985 im Doppelvierer Juniorenweltmeisterin werden. Zu den Olympischen Spielen 1988 reiste sie als Ersatzfrau der DDR-Mannschaft. 1990 und 1991 wurde Köppen Weltmeisterin im Doppelvierer in der Besetzung Kerstin Köppen, Sybille Schmidt, Claudia Krüger und Jana Sorgers. 1992 wechselte sie als Nachfolgerin von Beate Schramm zu Kathrin Boron in den Doppelzweier. Bei den Olympischen Spielen 1992 wurden Boron und Köppen Olympiasiegerinnen.
Dafür wurden sie und ihre Partnerin Kathrin Boron am 23. Juni 1993 mit dem Silbernen Lorbeerblatt ausgezeichnet.
Nachdem die beiden bei den Weltmeisterschaften 1993 gegen die Neuseeländerinnen Philippa Baker und Brenda Lawson verloren, versuchte sich Boron im Einer und Köppen wechselte zurück in den Doppelvierer. 1994 wurde der deutsche Doppelvierer mit Kristina Mundt, Katrin Rutschow, Jana Sorgers und Kerstin Köppen Weltmeister. 1995 saß Jana Thieme für Kristina Mundt im Boot und half, den Titel zu verteidigen. Bei den Olympischen Spielen 1996 trat der deutsche Doppelvierer in der Besetzung Jana Sorgers, Katrin Rutschow, Kathrin Boron und Kerstin Köppen an und gewann recht sicher die olympische Regatta. 1997 wurde der umbesetzte Doppelvierer mit Kathrin Boron, Manuela Lutze, Jana Thieme und Kerstin Köppen noch einmal Weltmeister. Dann beendete Kerstin Köppen ihre sportliche Laufbahn.
1998 wurde die Diplom-Sportlehrerin Köppen gemeinsam mit Roland Baar für ihre herausragende Karriere vom Weltruderverband mit der Thomas-Keller-Medaille ausgezeichnet. Kerstin Köppen ruderte für die Potsdamer RG und wurde von Jutta Lau trainiert.